# Arrival art
arrival art（アライバルアート）は、日本のスリーピースロックバンド。2012年1月、日本にて結成。

## メンバー
- 坪本 伸作（つぼもと しんさく）

ボーカル・ギター担当。
岡山県備前市出身。1月13日生まれのA型。全ての楽曲の作詞・作曲を担当。
以前はallport diary(オールポートダイアリー)という四人組ロックバンドでボーカル・ギターを担当していたが、解散し数年のソロ活動を経て今に至る。
ビジュアル系ロックバンド、kainのボーカルである藤田幸也、SAMURAI JACK UNVERSEのボーカル・ギターである江沼 拓実などと交友を持つ。日本テレビ系列「ものまねグランプリ」内で「B'z軍団」としてTV出演をしている松竹芸能所属のひでよしっととは高校時代の同級生である。
- カムラ マサル（かむら まさる）

ベース担当。
長野県出身。10月7日生まれのAB型。
msrという名義でVOCALOIDオリジナル楽曲を投稿するボカロPの一面もある。
以前はユリシマというジミーサムP主催のバンドでベースを担当していたが2011年に解散し、今に至る。
- kazui（かずい）

ドラムス担当。
大阪府出身。8月30日生まれのA型。
口癖は「よろしゅーに」。
以前、Missalina Rei、WOOL、微睡者-マドロンジャー-、タチカというビジュアル系ロックバンドでドラムスを勤めていた。
Missalina Reiでは和亥、微睡者-マドロンジャー-ではかずゐと名乗っていた。

## 概要
2012年1月結成。ボーカル・ギターを担当している坪本が、ソロ活動を行っている際自身のTwitterで何気なくバンドが組みたいとツイートしたところ、知り合いである某ライブハウスのスタッフから「いいベーシストがいる」とカムラを紹介される。
並行して、坪本のツイートを見たkazuiがTwitterのダイレクトメッセージで「俺にドラムを叩かせてくれ」とメッセージを送り三人でバンドを組む事になる。
後にkazuiに対して坪本は、「何度もメッセージを無視したがしつこかったので仕方なくドラムとして迎え入れた」と語っている。

## 特徴
- 下北沢や渋谷など、東京を中心に活動中。
- 坪本のみでのライヴ出演で弾き語りをすることもある。
- 作詞作曲は全曲、坪本による。ただ、2015年7月8日に発売された4th mini album「FOUCS」内の楽曲でカムラが作曲した楽曲もある。
- MC担当は特に決まっていないが、坪本とカムラが話すことが多い。
- 坪本は以前執筆を行っていた自身のブログでホラー小説を執筆するなど多才である。但し、絵心は全くと言っていいほど無い。

## ディスコグラフィ

### デジタル配信シングル
|     | 発売日        | タイトル       | 備考 |
| --- | ------------- | -------------- | ---- |
| 1st | 2015年3月4日  | 始まりの声     |      |
| 2nd | 2015年5月13日 | 境界線上で踊る |      |

### シングル
|     | 発売日        | タイトル | 規格品番  | 備考 |
| --- | ------------- | -------- | --------- | ---- |
| 1st | 2016年10月5日 | 優しい人 | ARVA-0005 |      |
| 2nd | 2017年1月11日 | 手帳     | ARVA-0006 |      |

### ミニアルバム
|     | 発売日        | タイトル  | 収録曲 | 規格品番  | 備考 |
| --- | ------------- | --------- | --- | --------- | ---- |
| 1st | 2012年7月28日 | Drawing   | 1. 朱歌 2. スロースターター 3. フリーバー 4. 夜明け前 5. pray                                                 | ARVA-0001 |      |
| 2nd | 2013年8月2日  | Mate real | 1. 燈 2. rainy 3. 小さなウタ。 4. clap 5. 投影                                                                | ARVA-0002 |      |
| 3rd | 2014年8月6日  | 心海遊泳  | 1. 独り舞台 2. arch 3. 糸と意図 4. ミヒツノコイ 5. ある夕暮れの帰り道 6. storytelle 7. ゆら ゆら 未来         | ARVA-0003 |      |
| 4th | 2015年7月8日  | FOCUS     | 1. Intro 2. 始まりの声 3. 聞こえない。 4. あとのまつり 5. 境界線上で踊る 6. 屋上 7. 穏やかな昼下がり 8. FOCUS | ARVA-0004 |      |